# Здание конторы Нижне-Исетского завода
Здание конторы Нижне-Исетского завода — памятник истории и культуры Екатеринбурга федерального значения, расположенный на улице Косарёва, дом 1а, выполнен в духе классицизма. Здание было построено в 1827 году, в нём размещалась заводская контора Нижне-Исетского завода до 1843 года, после производственные помещения, а с 1907 года Народный дом. В 1925—1934 годах в здании находилась начальная школа № 44, часто называемая «Белая школа».

## История
На территории Нижнеисетского завода по линии Нижнеисетской плотины в 1827 году была построена заводская контора. В 1843 году заводская контора была перенесена через реку, а в здании разместилась артиллерийская приёмная, производилась приёмка снарядов, затем был слесарно-сборочное помещение, доводочная. После перестройки в начале 1900-х годов в здание разместилась проверочная Палата мер и весов. Летом 1907 года в здание разместился Народный дом имени Николая II, который был учреждён при содействии министра торговли и промышленности Д. А. Философова. В Народном доме возродилось театральное общество, ставились спектакли, проводились сельские сходы.
При Народном доме было создано «Общество трезвости», а в 1910—1914 годах был организован показ немого кино, демонстрировали фильмы «Общество трезвости». Зрительный зал вмещал 70—100 мест. В 1925—1934 годах в здании находилась начальная школа № 44, и часто называлась «Белая школа», чтобы не путать с «Красной школой».

## Архитектура
Контора — сохранившаяся от Нижнесетского завода постройка, построенная в классицистическом стиле. Каменное, одноэтажное, прямоугольное в чертеже здание возведено по оси Нижнеисетской заводской плотины. Западный фасад имеет четырёхколонный портик тосканского ордера, а за колоннами на стене находятся пилястры, а за фронтоном имеется парапет в качестве повышения уступчатого аттика. Данному портику на восточном фасаде соответствует выступ с фронтоном. Стены — гладкие, окна — без каких-либо обрамлений, внутренняя планировка — коридорного типа. Здание является образцом горнозаводского сооружения в духе классицизма.

## Памятник
Решением Свердловского облисполкома № 16 от 11 января 1980 года здание поставлено на государственную охрану как памятник градостроительства и архитектуры регионального значения, а Указом Президента Российской Федерации № 176 от 20 февраля 1995 года здание было отнесено к памятникам федерального значения.

## Галерея
|                                                                                              |                                  |                                                                           |  |  |
| Торжества в честь 300-летия дома Романовых. Народный дом в Нижне-Исетске, 13 июня 1913 года. | Заводская контора в 1890-х годах | Здание заводской конторы при ремонте Нижнеисетской плотины в 1940-х годах |  |  |